# Јангсвил (Луизијана)
Јангсвил (енгл. Youngsville) град је у америчкој савезној држави Луизијана.

## Демографија
По попису из 2010. године број становника је 8.105, што је 4.113 (103,0%) становника више него 2000. године.
| Група             | 2000.         | 2010.         |
| Белци             | 3.468 (86,9%) | 7.134 (88,0%) |
| Афроамериканци    | 401 (10,0%)   | 550 (6,8%)    |
| Азијати           | 12 (0,3%)     | 86 (1,1%)     |
| Хиспаноамериканци | 67 (1,7%)     | 236 (2,9%)    |
| Укупно            | 3.992         | 8.105         |